# Miroslav Filip
Miroslav Filip (ur. 27 października 1928 w Pradze, zm. 27 kwietnia 2009 tamże) – czeski szachista, pretendent do tytułu mistrza świata, dziennikarz i sędzia szachowy, arcymistrz od 1955 roku.

## Kariera szachowa
W latach 50. i 60. należał do ścisłej światowej czołówki, dwukrotnie biorąc udział w turniejach pretendentów: w roku 1956 w Amsterdamie zajął VIII miejsce, natomiast w 1962 w Curaçao – VII, co w obu przypadkach odpowiadało miejscu w pierwszej dziesiątce na świecie. Przez ponad 20 lat należał do podstawowych zawodników reprezentacji Czechosłowacji, dwunastokrotnie (w latach 1952–1974) występując na szachowych olimpiadach (w tym trzykrotnie na I szachownicy). Łącznie na turniejach olimpijskich rozegrał 194 partie i zdobył 114 pkt. Oprócz tego, trzykrotnie (w latach 1957–1970) reprezentował barwy swojego kraju na drużynowych mistrzostwach Europy, zdobywając dwa medale: złoty w roku 1970 (za indywidualny wynik na II szachownicy) oraz brązowy w roku 1957 (wraz z drużyną).
W latach 1950, 1952 i 1954 zwyciężył w mistrzostwach Czechosłowacji, w 1953, 1961 oraz 1963 zajął drugie, natomiast w 1957 i 1966 – trzecie miejsca. Odniósł również szereg turniejowych sukcesów, m.in. zwyciężając lub dzieląc I miejsca w Pradze (1956), Mariańskich Łaźniach (1956, 1960), Buenos Aires (1961) i Bernie (1975). W roku 1979 wystąpił w Polanicy-Zdroju w memoriale Akiby Rubinsteina, zajmując II miejsce (za Jurijem Razuwajewem).
Na początku lat 80. zakończył zawodniczą karierę i zajął się szachową publicystyką. Był również uznanym sędzią szachowym, sędziował m.in. mecze o mistrzostwo świata pomiędzy Anatolijem Karpowem a Wiktorem Korcznojem oraz Garrim Kasparowem.
Według systemu Chessmetrics, najwyższy ranking osiągnął w marcu 1962 r., z wynikiem 2677 zajmował wówczas 17. miejsce na świecie.